# Bloomsburg
Bloomsburg is een plaats (town) in de Amerikaanse staat Pennsylvania, en valt bestuurlijk gezien onder Columbia County.

## Demografie
Bij de volkstelling in 2000 werd het aantal inwoners vastgesteld op 12.375.
In 2006 is het aantal inwoners door het United States Census Bureau geschat op 12.883, een stijging van 508 (4,1%).

## Geografie
Volgens het United States Census Bureau beslaat de plaats een oppervlakte van
12,0 km², waarvan 11,4 km² land en 0,6 km² water. Bloomsburg ligt op ongeveer 276 m boven zeeniveau.

## Plaatsen in de nabije omgeving
De onderstaande figuur toont nabijgelegen plaatsen in een straal van 8 km rond Bloomsburg.

## Geboren
- Haldan Keffer Hartline (1903-1983), fysioloog en Nobelprijswinnaar (1967)
- Krysten Ritter (1981), fotomodel, actrice